# Lino Aldani
Lino Aldani (ur. 29 marca 1926 r. w San Cipriano Po we Włoszech, zm. 31 stycznia 2009 w Pawii) – nauczyciel matematyki, pisarz science fiction, krytyk i wydawca fantastyki oraz szachista a także były burmistrz San Cipriano Po.
Swoją twórczością zadebiutował w 1960 roku dwoma opowiadaniami w magazynie fantastyczno-naukowym Oltre il Cielo.
Założył pisma Futuro. Wydał zbiory opowiadań: Quarta dimensione (1964), Eclisi 2000 (1979), Księżyc dwudziestu rąk (1980) oraz powieść Quando le radici (1976).